# Bon Scott
Ronald Belford „Bon“ Scott (9. července 1946 – 19. února 1980) byl australský zpěvák a skladatel. Byl hlavním zpěvákem a textařem hardrockové skupiny AC/DC od roku 1974 až do své smrti v roce 1980.
Scott se narodil ve Forfar v Angusu ve Skotsku a svá raná léta strávil v Kirriemuir. S rodinou se přestěhoval do Austrálie v roce 1952 ve věku šesti let, čtyři roky žil v Melbourne, než se usadil ve Fremantle v západní Austrálii.
Scott založil svou první kapelu, Spektors, v roce 1964 a stal se bubeníkem kapely a příležitostným hlavním zpěvákem. Účinkoval v několika dalších kapelách, včetně Valentines a Fraternity, než v roce 1974 nahradil původního zpěváka Davea Evanse pro AC/DC.
S AC/DC Scott účinkoval na prvních sedmi albech kapely: High Voltage (1975, pouze v Austrálii), T.N.T. (1975, pouze australské vydání), High Voltage (1976, první mezinárodní vydání), Dirty Deeds Done Dirt Cheap (1976, ve Spojených státech vyšlo až v roce 1981), Let There Be Rock (1977), Powerage (1978), Highway to Hell (1979).
Popularita AC/DC rostla v průběhu 70. let, zpočátku v Austrálii a poté na mezinárodní úrovni. Jejich album Highway to Hell z roku 1979 se dostalo do top 20 ve Spojených státech a kapela se zdála být na pokraji komerčního průlomu. Nicméně 19. února 1980 Scott zemřel po noci strávené v Londýně s bývalým hudebníkem a údajným drogovým dealerem Alistairem Kinnearem. AC/DC krátce zvažovali rozpuštění, ale skupina přijala zpěváka Briana Johnsona z britské glamrockové skupiny Geordie. Následující album AC/DC Back in Black vyšlo jen o pět měsíců později a bylo poctou Scottovi. To se stalo druhým nejprodávanějším albem všech dob. V červenci 2004 vydání Classic Rock, Scott byl hodnocen jako číslo jedna v seznamu „100 největších frontmanů všech dob“. Hit Parader zařadil Scotta na páté místo v jejich seznamu 100 největších heavymetalových zpěváků všech dob v roce 2006.

## Biografie

### 1946–1964: Raná léta
Ronald Belford Scott se narodil 9. července 1946 v porodnici Fyfe Jamieson ve Forfar ve Skotsku jako syn Charlese Belforda „Chick“ Scott (1917–1999) a Isabelle Cunningham „Isa“ Mitchell (1917–2011). Vyrůstal v Kirriemuir a byl druhým dítětem svých rodičů; prvorozený byl chlapec Sandy, který zemřel krátce po narození. Třetí dítě, Derek, se narodilo v roce 1949. Jeho rodiče provozovali rodinnou pekárnu v Kirriemuir's Bank Street. Rodina Scott emigrovala ze Skotska do Austrálie v roce 1952.
Zpočátku žili na předměstí Melbourne v Sunshine, Victoria a Scott navštěvovali nedalekou základní školu Sunshine. Přezdívku „Bon“ získal krátce po nástupu do školy; protože ve třídě byl ještě jeden Ronald, jeho spolužáci hráli na frázi „Bonnie Scotland“. Čtvrté dítě, Graeme, se narodilo v roce 1953.
V roce 1956 se rodina přestěhovala do Fremantle. Scott se připojil k přidružené skupině Fremantle Scots Pipe Band, kde se učil na bicí. Navštěvoval základní školu North Fremantle a později John Curtin College of the Arts, dokud v 15 letech neukončil školu. Následně pracoval jako farmář a rak, později se stal praktikantem mechanik vážících strojů. V roce 1963 strávil krátký čas v hodnotícím centru věznice Fremantle a devět měsíců v Riverbank Juvenile Institution v souvislosti s obviněním z uvedení falešného jména a adresy policii, útěku z právní vazby, nezákonných tělesných znalostí a krádeže 12 imperiálních galonů (55 l) benzínu. Pokusil se vstoupit do australské armády, ale byl odmítnut a považován za „sociálně nepřizpůsobeného“.